# Tragwein
Tragwein is een gemeente in de Oostenrijkse deelstaat Opper-Oostenrijk, gelegen in het district Freistadt (FR). De gemeente heeft ongeveer 3000 inwoners.

## Geografie

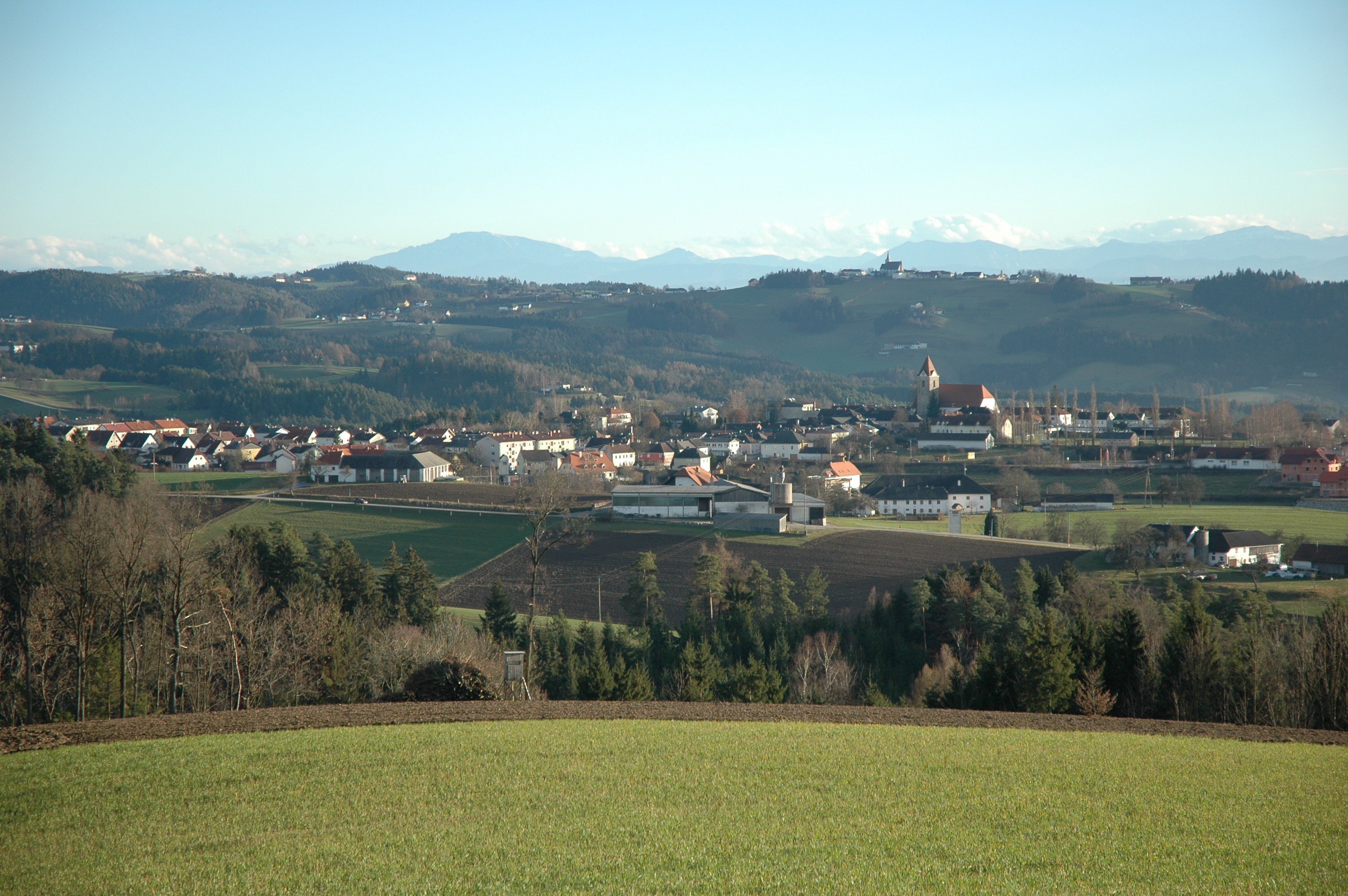
Zicht vanaf het noorden naar het zuiden

Tragwein heeft een oppervlakte van 39 km². Het ligt in het noorden van het land, ten noordoosten van de stad Linz.
Bad Zell · Freistadt · Grünbach · Gutau · Hagenberg im Mühlkreis · Hirschbach im Mühlkreis · Kaltenberg · Kefermarkt · Königswiesen · Lasberg · Leopoldschlag · Liebenau · Neumarkt im Mühlkreis · Pierbach · Pregarten · Rainbach im Mühlkreis · Sandl · Schönau im Mühlkreis · Sankt Leonhard bei Freistadt · Sankt Oswald bei Freistadt · Tragwein · Unterweißenbach · Unterweitersdorf · Waldburg · Wartberg ob der Aist · Weitersfelden · Windhaag bei Freistadt
- Bibliothèque nationale de France: cb11939343r (data)
- Gemeinsame Normdatei: 4119678-8
- MusicBrainz: d714cf46-5ea5-4f97-935d-a80d7a4c1baa
- Virtual International Authority File: 246574885